# Herbert Reul
Herbert Reul, né le 31 août 1952 à Langenfeld, est un homme politique allemand, membre de l'Union chrétienne-démocrate d'Allemagne (CDU).

## Biographie
Il est député européen de 2004 à 2017 et siège au sein du groupe du Parti populaire européen.
Durant son mandat européen, il est président de la délégation pour les relations avec la péninsule de Corée et à ce titre membre de la conférence des présidents des délégations. Il est membre de la commission de l'industrie, de la recherche et de l'énergie dont il a été le président de juillet 2009 à janvier 2012.
Herbert Reul devient le 30 juin 2017 ministre de l'Intérieur du land de Rhénanie-du-Nord-Westphalie (cabinet Laschet et cabinet Wüst I).
En mars 2024, Herbert Reul publie les nouveaux chiffres concernant les crimes commis par les étrangers suscitant la colère de l’opposition au parlement du Land. Les chiffres montrent à la fois que la situation de la sécurité intérieure en Rhénanie du Nord-Westphalie s’est « bien dégradée » ces dernières années et que la proportion de suspects étrangers dans les crimes est environ deux fois plus élevée que la proportion d'étrangers dans la population du pays,.